# Бурцевська
Бу́рцевська (рос. Бурцевская) — присілок у складі Тарногського району Вологодської області, Росія. Входить до складу Верховського сільського поселення.

## Населення
Населення — 3 особи (2010; 7 у 2002).
Національний склад (станом на 2002 рік):
- росіяни — 100 %